# Quenelle (Gericht)

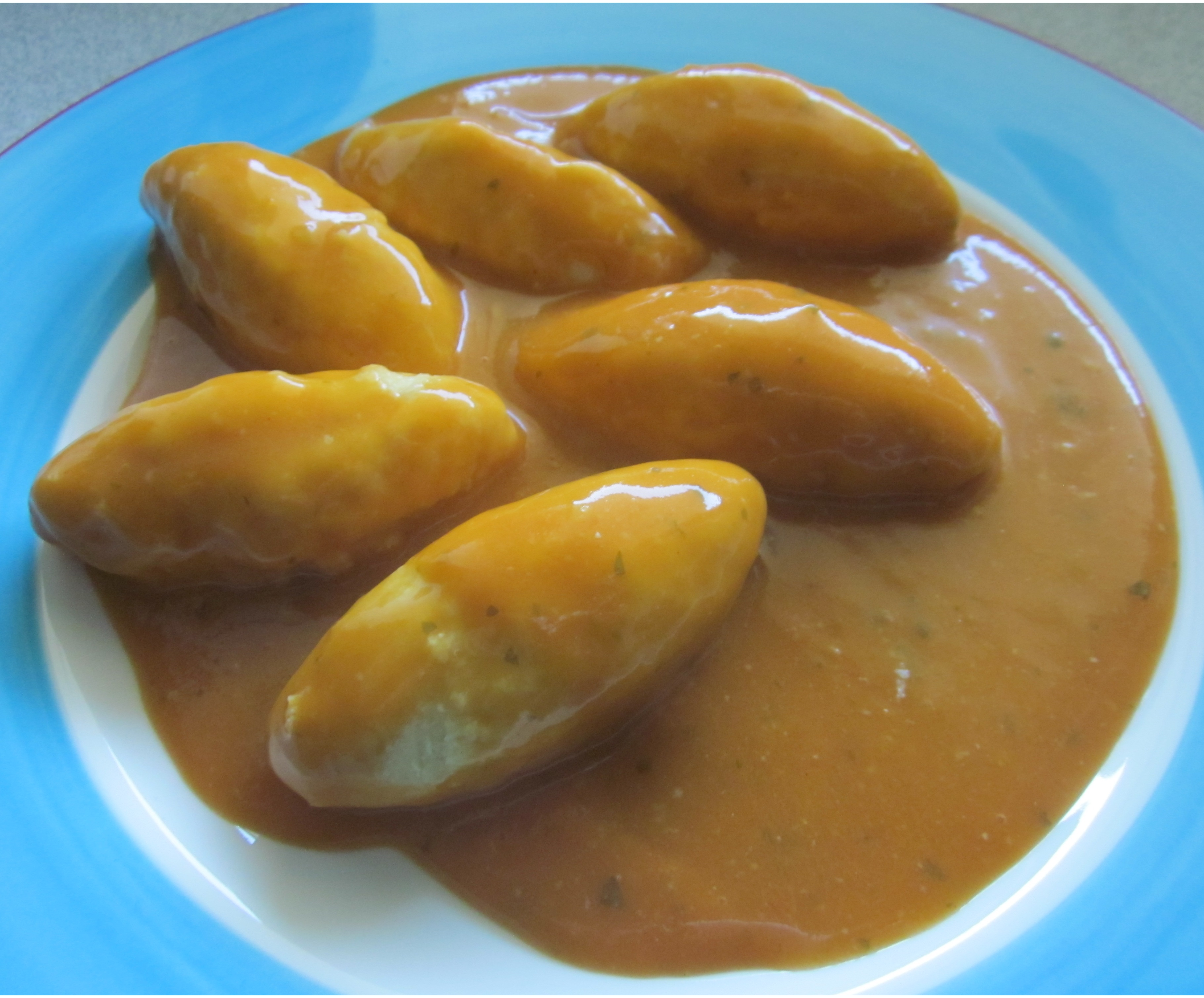
Quenelles in Sauce Nantua

Quenelles ist eine kloßähnliche, aus Teig hergestellte Speise in runder oder ovaler Form, die meist pochiert als Beilage oder Vorspeise serviert wird. Der Teig besteht meist aus Mehl oder Grieß mit Rahm, Paniermehl und Ei und fein passiertem Fisch, oft Hecht (Quenelles de brochet), aber auch Geflügel (Quenelles de volaille) und Fleisch, oft Kalbfleisch (Quenelles de veau). Sie sind ein Bestandteil der französischen und speziell der Lyoner Küche.
Das Wort quenelle ist aus dem deutschen „Knödel“ entlehnt.

## Sauce Nantua
Typisch für Quenelles ist die nach der französischen Stadt Nantua benannte Sauce Nantua, die auch zu Weißfisch, verlorenen Eiern und Reis gereicht wird. Die Hauptbestandteile dieser klassischen Soße sind eine Béchamelsoße und Flusskrebse, ergänzt mit Rahm und Flusskrebsbutter.